# Ciudad Guadalupe Victoria
Ciudad Guadalupe Victoria  es la localidad más poblada del Valle de Mexicali, con más de 21,000 habitantes en el año 2020 y cabecera de una delegación del mismo nombre del municipio de Mexicali, Baja California, México.

## Toponimia
La población fue fundada bajo el nombre Kilómetro 43, luego fue Estación Victoria, Poblado, Guadalupe Victoria y después oficialmente es denominada Ciudad Guadalupe Victoria el 1 de diciembre de 1997 por Eugenio Elorduy Walther presidente municipal de Mexicali. 

## Localización geográfica
Se encuentra localizado geográficamente en los 32°17′14.96″ N y los 115°6′29.89″ O; con una altura de 12 m s. n. m., se encuentra en el noroeste de Baja California muy cerca de la ciudad de Mexicali, capital del estado y cabecera municipal.
En esta ciudad está comunicada con las ciudades fronterizas de Mexicali y de San Luis Río Colorado, Sonora. Es comunicada por la carretera estatal n.º 3 y por la vía férrea que era surcado por el ferrocarril Sonora Baja California y que en la actualidad opera Ferromex.  Es por esto que la ciudad representa un centro geográfico para operación de negocios y distribución de insumos.

## Cultura
La ciudad se autoproclama como "La Cuna del Valle de Mexicali". Y es mencionada en la canción: puro cachanilla, del compositor mexicano Antonio Valdez Herrera.

## Distancias
Municipal: Mexicali 43 km; Colonia Murgia 6 km; Ciudad Coahuila 14 km. Las cuales son medidas por la vía del ferrocarril
Estatal: Ensenada 330 km; Tijuana 253 km. Las que son medidas a través de las carreteras.

## Centros de espectáculos
- Real Victoria
- Auditorio Augusto Hernández Bermúdez (Calle 8)
- Salón Social, calle 18 (fuera de servicio).

## Escuelas
Preescolar
- Kínder Pequeño Montesori
- Kínder ((Cri-Cri))
- Kínder Mtra.Juana Benítez de Guevara
- Kínder Jaime Nunó
- Instituto pilnequine

Primaria
- Colegio Miguel Hidalgo
- Escuela Adolfo Ruiz Cortines
- Escuela Niños Héroes de Chapultepec
- Escuela Venustiano Carranza
- Escuela Valle del Sol
- Escuela Federal
- Escuela Alfonso García González
- Instituto Pilnequine
- Escuela Ana María Pineda
- Escuela Benemérito de las Américas

Secundaria
- Colegio Guadalupe Victoria
- Escuela Secundaria Estatal #2 Valentín Gómez Farías
- Secundaria #104

Bachillerato
- COBACH Plantel Guadalupe Victoria
- CECYTE

Universidad
- UABC - Escuela de Ingeniería y Negocios - Cd. Gpe. Victoria

- C.E.C.A.T.I. 198

## Complejo deportivo
- Unidades Deportiva
- Cancha de balompié
- Cancha de baloncesto
- Campo de béisbol
- Gimnasio de Halterofilia
- Sitio de patinetas, bicicletas, etc.

Cuenta además con una cancha de fútbol rápido y un parque público de 2 manzanas de extensión en la colonia del Sol
y otro parque más pequeño y popular, denominado "Benito Juárez", por la Calzada Insurgentes, entre calles 8 y 9.